# Patków (powiat zwoleński)
Patków – wieś w Polsce położona w województwie mazowieckim, w powiecie zwoleńskim, w gminie Policzna. Ma status sołectwa.
| SIMC    | Nazwa         | Rodzaj    |
| ------- | ------------- | --------- |
| 1060790 | Długi Patków  | część wsi |
| 1058415 | Krótki Patków | część wsi |

W latach 1975–1998 miejscowość należała administracyjnie do województwa radomskiego. 1 stycznia 2003 Dąbrowa, dotychczasowa część wsi Patków, uzyskała status wsi, która przyjęła wówczas nazwę Dąbrowa-Las.